# Gliese 876

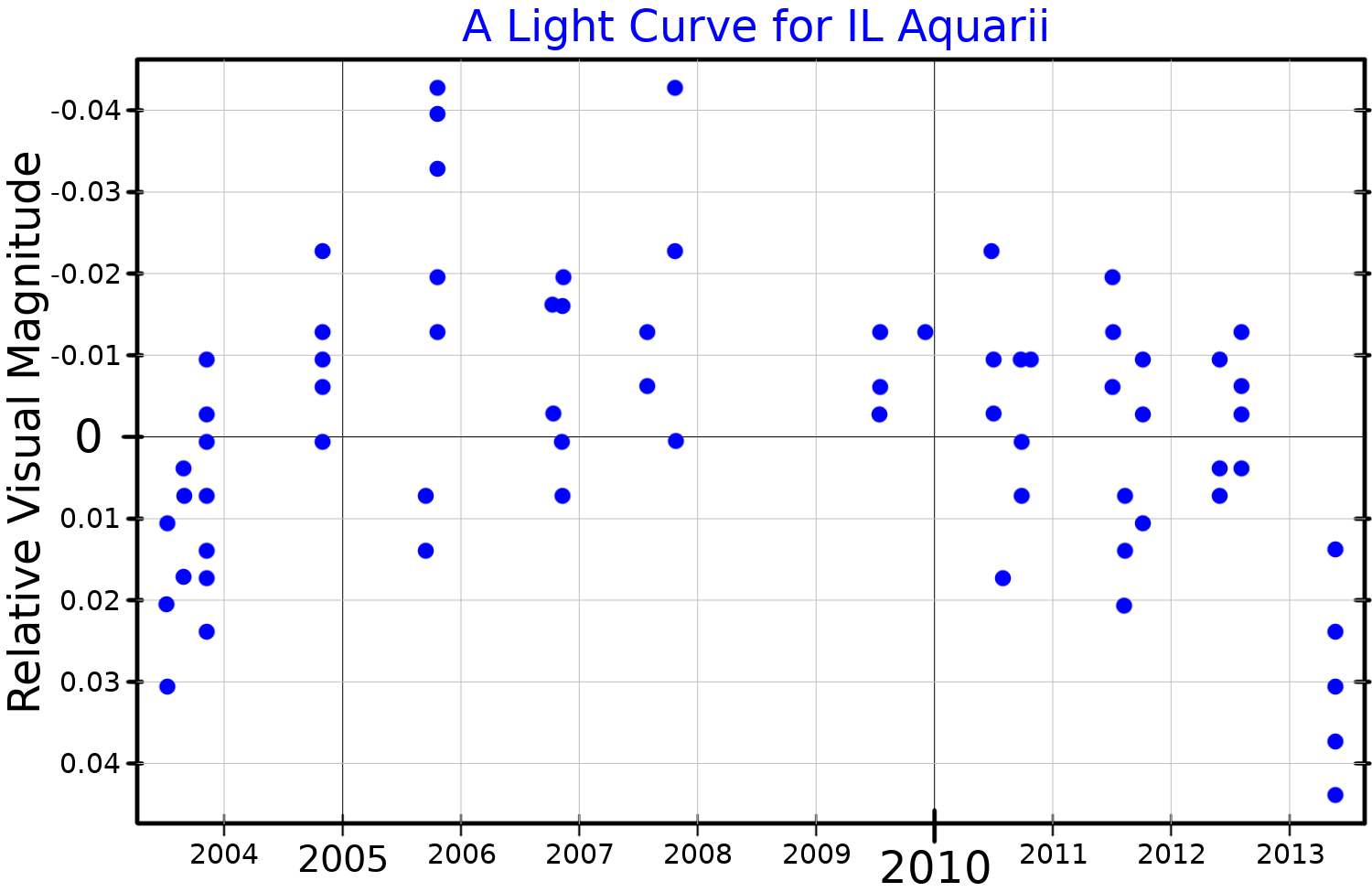
Lichtkromme van Gliese 876

Gliese 876 is een voor het blote oog niet zichtbare (schijnbare magnitude 10,2) rode dwerg van spectraalklasse M3.5V in het sterrenbeeld Waterman (Aquarius).

## Planeten
Er zijn vier planeten gevonden nabij Gliese 876, die een afstand heeft van 15,24 lichtjaar. 

### Gliese 876 b
Bij deze ster was in 1998 al een Jupiterachtige planeet Gliese 876 b ontdekt, deze heeft een massa van twee keer die van Jupiter en draait in 60,85 dagen om de ster. De baan van deze planeet is excentrisch, de halve grote as is 32 miljoen kilometer. Omdat de ster lichtzwak en koel is heeft de planeet ondanks de kleine afstand maar een temperatuur van naar schatting tussen −75 en −125 °C.

### Gliese 876 c
Een tweede wat kleinere Jupiterachtige planeet Gliese 876 c draait in precies de helft van de tijd om de ster, op een afstand van 19,5 miljoen kilometer. Deze planeet is ongeveer half zo zwaar als Jupiter.

### Gliese 876 d
In juni 2005 werd bekendgemaakt dat er ook een aardachtige planeet (876d) in het stelsel aanwezig is. Deze planeet heeft een massa van 7½ keer die van de aarde en draait op de minieme afstand van 3 miljoen kilometer in 1,94 dagen zijn baantjes.

### Gliese 876 e
In 2010 werd een vierde exoplaneet gevonden. Deze draait in 124 dagen om de ster.